# Niphoparmena spinipennis
Niphoparmena spinipennis är en skalbaggsart som först beskrevs av Stefan von Breuning 1939.  Niphoparmena spinipennis ingår i släktet Niphoparmena och familjen långhorningar. Inga underarter finns listade i Catalogue of Life.